# عدس
العدس أو العدس المطبخي أو العدس المعروف  أو البلسن (الاسم العلمي:Lens culinaris) (بالإنجليزية: Lentil)‏ هو نوع من النباتات يتبع جنس العدس من الفصيلة البقولية. يزرع في أغلب دول العالم وأكبر الدول بالإنتاج كندا والهند وأستراليا وتركيا. ويعود أصله إلى منطقة المشرق. كان العدس من أوائل النباتات التي استئنسها الإنسان، قبل حوالي 13000 سنة، لذا يُعتبر من المحاصيل المؤسسة للحضارة وبعتبر موقع تل الكرخ في محافظة إدلب في سوريا أقدم موقع اكتشفت فيه بذور مزروعة للعدس.

## التاريخ
لكون العدس من المحاصيل المؤسسة للحضارة والتي انتشرت زراعتها في العالم القديم بعصور ما قبل التاريخ، يرد ذكره بكثير من الكتب التاريخية والأساطير الشعوبية. ولقد زرع السومريون في بلاد الرافدين العدس كغيره من الحبوب، وعثر على ألواح مسمارية تحوي وصفاتٍ لكيفية طبخ العدس. وكذلك، عرف العدس في الأراضي المقدسة منذ القدم، وقد ورد ذكره في التوراة في قصة عيسو أخي النبي يعقوب عندما تنازل عن زعامة العائلة لأخيه يعقوب مقابل وجبة عدس كان يرغب في تناولها وقد كانت هذه الوجبة مفضلة جداً لديهم حيث كانت توزع في المآتم. كما ورد ذكره في القرآن الكريم في قصة بني إسرائيل مع النبي موسى في سورة البقرة، عندما طالبوه بأن ينوّع لهم الطعام متعللين بأنهم لن يصبروا على طعام واحد.

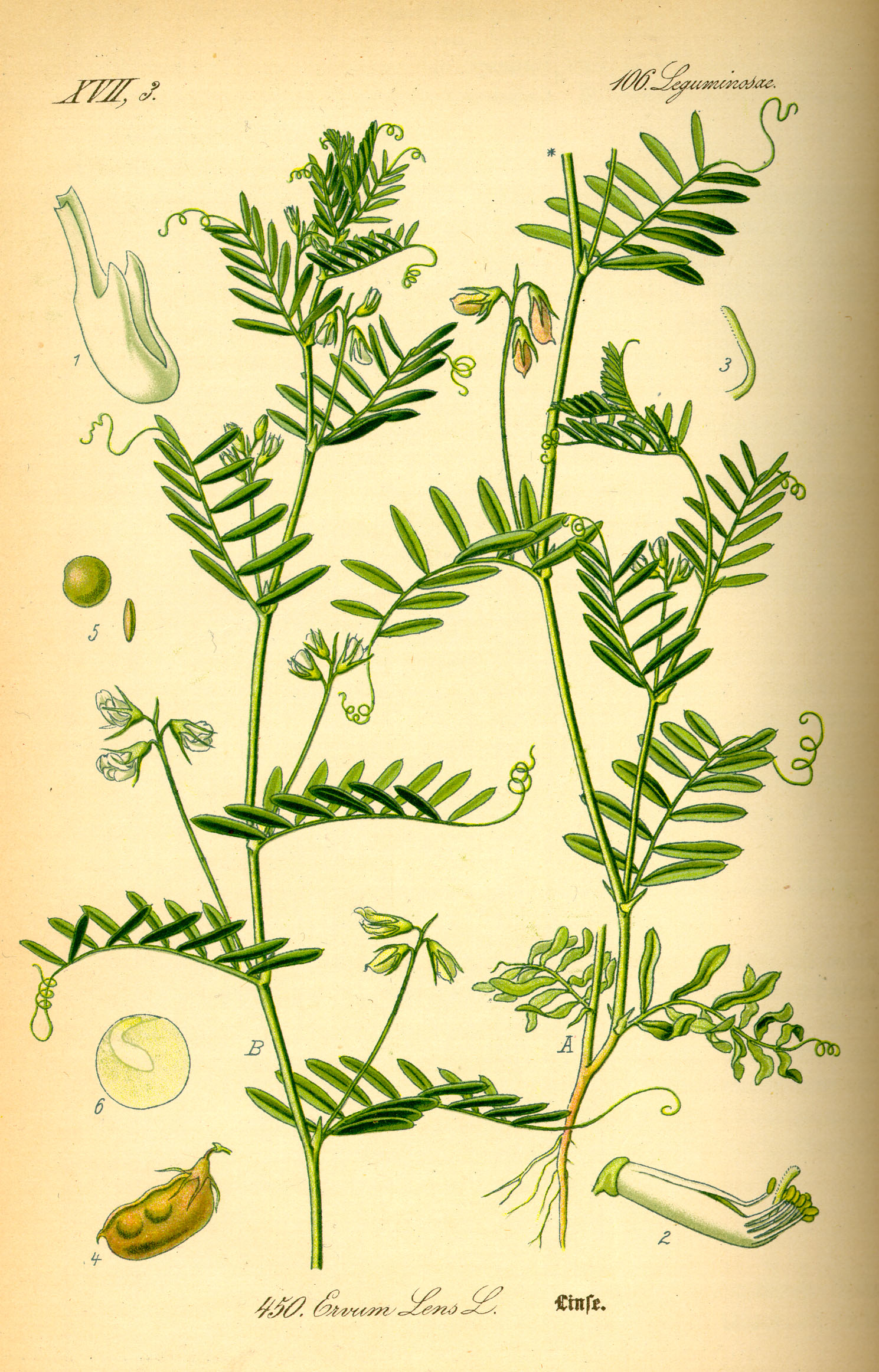
نبتة العدس

عرف العدس أيضاً في الهند منذ آلاف السنين، وقد زرع فيها بمساحات واسعة. كما زرع لدى دول الشرق الأدنى وفي حوض البحر الأبيض المتوسط في فرنسا وإسبانيا وإيطاليا ورومانيا بالإضافة لزراعته في مصر وفي تشيلي إذ يعد لديهما من المحاصيل الرئيسية كذلك زرع في شبه الجزيرة العربية في اليمن وظفار جنوب سلطنة عمان.

## وصف البذور
بذوره ذات لون بني يميل إلى الحمرة، أو رمادي أو أسود. ولا يزيد قطرها إطلاقًا عن 13ملم. تستخدم بذوره في إعداد الأطعمة. كما تستعمل أوراقه الخضراء علفاً للبقر الحلوب، كما تستعمل في تسميد الأرض الفقيرة بالآزوت وبالمواد العضوية وذلك بقلبها في التربة عندما تكون في طور الإزهار.

## القيمة الغذائية والفوائد الصحية
يحتوي العدس على نسبة عالية من البروتينات وعلى الألياف، الفولايت، الفيتامين ب 1 والمعادن. يحتوي العدس الأحمر على نسبة ألياف أقل من العدس الأخضر (11% بدل عن 31%). مجلة الصحة health magazine اختارت العدس كواحد من المأكولات الخمس الأكثر صحية. وهناك عدة أطباق يمكن أن تحضّر من العدس وتؤمّن نسبة عالية من الألياف، البروتينات والحديد، مثلاً: المجدرة، والعدس بالبندورة، عدس بالحامض، شوربة العدس وغيرها.

## المعلومات الغذائية

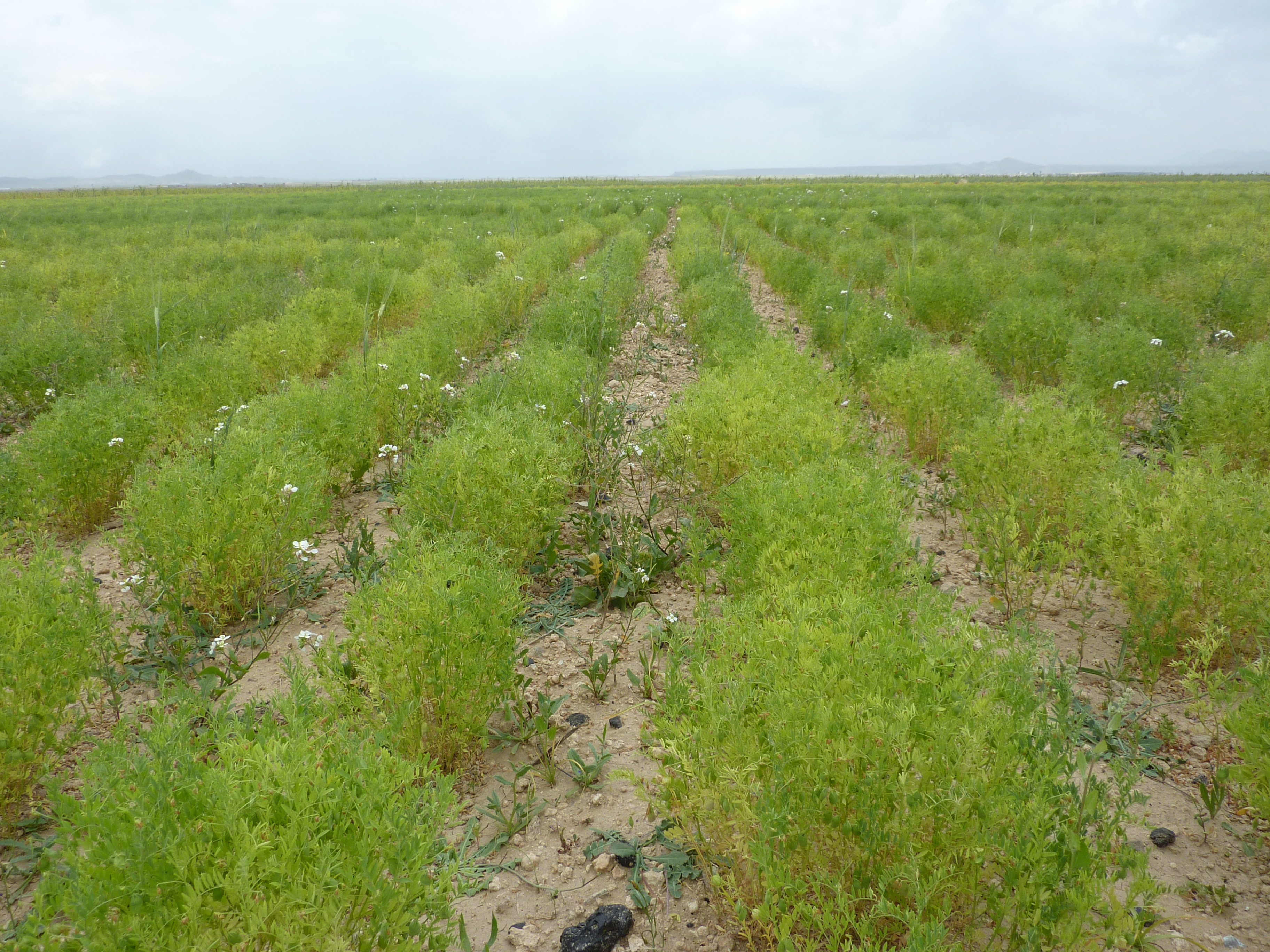
نبات عدس ناضج.

يحتوي كل كوب من العدس المطبوخ (198غ) بحسب وزارة الزراعة الأميركية على المعلومات الغذائية التالية:
- السعرات الحرارية: 230 kcal
- الدهون: 0.75
- الدهون المشبعة: 0.1
- الكاربوهيدرات: 39.86
- الألياف: 15.6
- البروتينات: 17.86
- الكولسترول: 0